# 巴薩拉貝亞斯卡區
巴薩拉貝亞斯卡區 （羅馬尼亞語：Basarabeasca）是摩爾多瓦東南部的一個區，東鄰烏克蘭，面積294.5平方公里，首府巴薩拉貝亞斯卡。2004年人口28,978人，當中大部分是摩爾多瓦人（69.8％），其次是俄羅斯人（8.9％）、加告茲人（7.7%）、烏克蘭人（6.7％）和保加利亞人（5.3％）。